# Bankier.pl
Bankier.pl – polski portal internetowy o tematyce finansowo-biznesowej działający od 2000 roku, należący od stycznia 2015 roku do Bonnier Business Polska.
W latach 2000–2015 serwis należał do Grupy Allegro. W latach 2000–2008 był wskazywany jako najpopularniejsze źródło informacji dla dziennikarzy ekonomicznych w badaniu ARC Rynek i Opinia.
Od 2008 roku Bankier.pl jest serwisem pierwszego wyboru dla inwestorów giełdowych wg Ogólnopolskiego Badania Inwestorów organizowanego przez Stowarzyszenie Emitentów Giełdowych, a w 2015 roku był jednym z największych serwisów tego typu w Polsce – miał blisko 2,1 mln użytkowników.
W 2020 roku serwis został laureatem nagrody Invest Cuffs 2020 w kategorii Media Rynku 2020.

## Podział portalu
- Rynki – informacje giełdowe, notowania, poradniki inwestycyjne, komentarze ekspertów i profile spółek giełdowych.
- Twoje Finanse – informacje prawne, porady ekspertów, zestawienia ofert bankowych i narzędzia przydatne w wyborze oferty instytucji finansowej.
- Biznes – informacje, porady i zestawienia dotyczące prowadzenia firmy, podatków i usług finansowych.
- Centrum Finansowe – oferty ponad 200 produktów finansowych dostępnych on-line.
- Forum – miejsce wymiany poglądów społeczności inwestorów i osób zainteresowanych tematyką giełdową.

Źródło: Bankier.pl.